# أم العيش
 أم العيش هي إحدى خباري منطقة الروضتين، تقع في شمال دولة الكويت، على بعد 89 كم من العاصمة مدينة الكويت. و الخبرة هي منخفض تتجمع به مياه الأمطار يعرفها أهل البادية. ظهرت بها مياه جوفية عذبة في حوض تبلغ مساحته 30 كيلومتر مربعاً عام 1960.
وتمتد فيها أنابيب المياه العذبة إلى المدينة وأيضا يوجد بها مطار صغير خاص بها، وفي 15 ديسمبر 1969م نصب بها محطة أرضية للإتصالات عبر الأقمار الصناعية.